# Aia Kruse

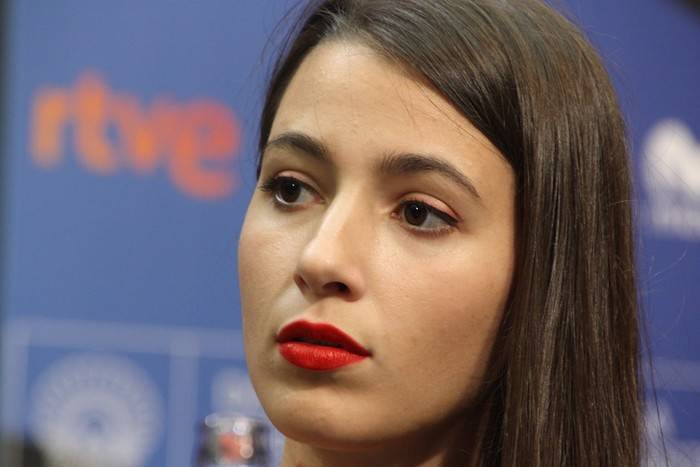
Aia Kruse

Aia Kruse Goenaga (* 24. Februar 1994 in Donostia / San Sebastián) ist eine spanische Schauspielerin.

## Leben und Karriere
Kruse wurde in Donostia / San Sebastián geboren. Ihr Vater ist US-Amerikaner, ihre Mutter ist die Schauspielerin und Regisseurin Aitzpea Goenaga. Kruse absolvierte von 2012 bis 2017 ein Schauspielstudium an der Escuela Universitaria de Artes TAI in Madrid. Ihre Schauspielkarriere begann Kruse im Alter von zehn Jahren mit Auftritten in der baskischen Fernsehserie Goenkale. Im Jahr 2006 gewann sie den Koldo-Mitxelena-Preis für Schulliteratur in Donostia mit ihrer Kindergeschichte Qué grande es tener un buen amigo.
Ihren Durchbruch erlebte sie 2017 mit der Rolle der María im Spielfilm Handia. Für ihre Darstellung wurde sie 2018 bei den Goya Awards als Beste Nachwuchsdarstellerin nominiert.

## Filmografie (Auswahl)
Filme
- 2009: Felicidad perfecta
- 2011: Handia
- 2020: Nora
- 2020: Ane
- 2021: El retrato
- 2022: Superjodidos
- 2023: Los Gemelos
- 2023: Nada de nada

Serien
- 2018: Velvet Collection
- 2020: La línea invisible
- 2020: Altsasu